# Geschichte der Feuerwehr in Altösterreich
Um die Struktur des heutigen Feuerwehrwesens in Österreich besser zu verstehen, ist es notwendig, einen Blick in die Vorzeit der Feuerwehr auf heutigem Staatsgebiet, sowie auf die Feuerwehr in Altösterreich insgesamt zu werfen. Unabhängiger davon entwickelte sich das Feuerwehrwesen im ungarischen Teil der Monarchie, in Transleithanien.

## Feuerlöschwesen von der Antike bis in die Neuzeit
Das Feuerlöschwesen ist auf dem Gebiet des Kaisertums Österreich schon lange vor der Existenz von organisierten Feuerwehren in der heutigen Form nachweisbar. So fand man in Carnuntum einen Stein aus dem Jahr 150 n. Chr., dessen Aufschrift das Vorhandensein einer Löschtruppe beweist. Ähnliches, wenn auch etwas jünger, fand man in Flavia Solva und Vindobona. Während man hier schon von einer Form der Organisation sprechen kann, verloren sich die Institutionen wieder und im Mittelalter gab es nur unorganisierte Nachbarschaftshilfe. Erst mit dem späteren Mittelalter gab es die ersten Feuerlöschordnungen. Aus Wien kennt man die ältesten aus 1221, aus Enns von 1222. Mit Beginn der Neuzeit wurden Brandbekämpfungsaufgaben in den Städten den Zünften übertragen. Geregelt wurde es von den Städten oder der Grundherrschaft. So wurden Turmwächter eingesetzt, um die Früherkennung und Alarmierung durchzuführen. Hausherrn waren zur Vorhaltung von Löschgeräten verpflichtet.
Als ersten ständigen Brandwachdienst kann man die vier Feuerknechte der Stadt Wien, die 1685, knapp nach der Zweiten Türkenbelagerung, eingeführt wurden, bezeichnen. 1688 wurde von Kaiser Leopold I. für Wien bereits eine Erneuerte Leopoldinische Feuerordnung erlassen, in der er eine vierteljährliche Überprüfung und Feuerbeschau der Gebäude vorschrieb.

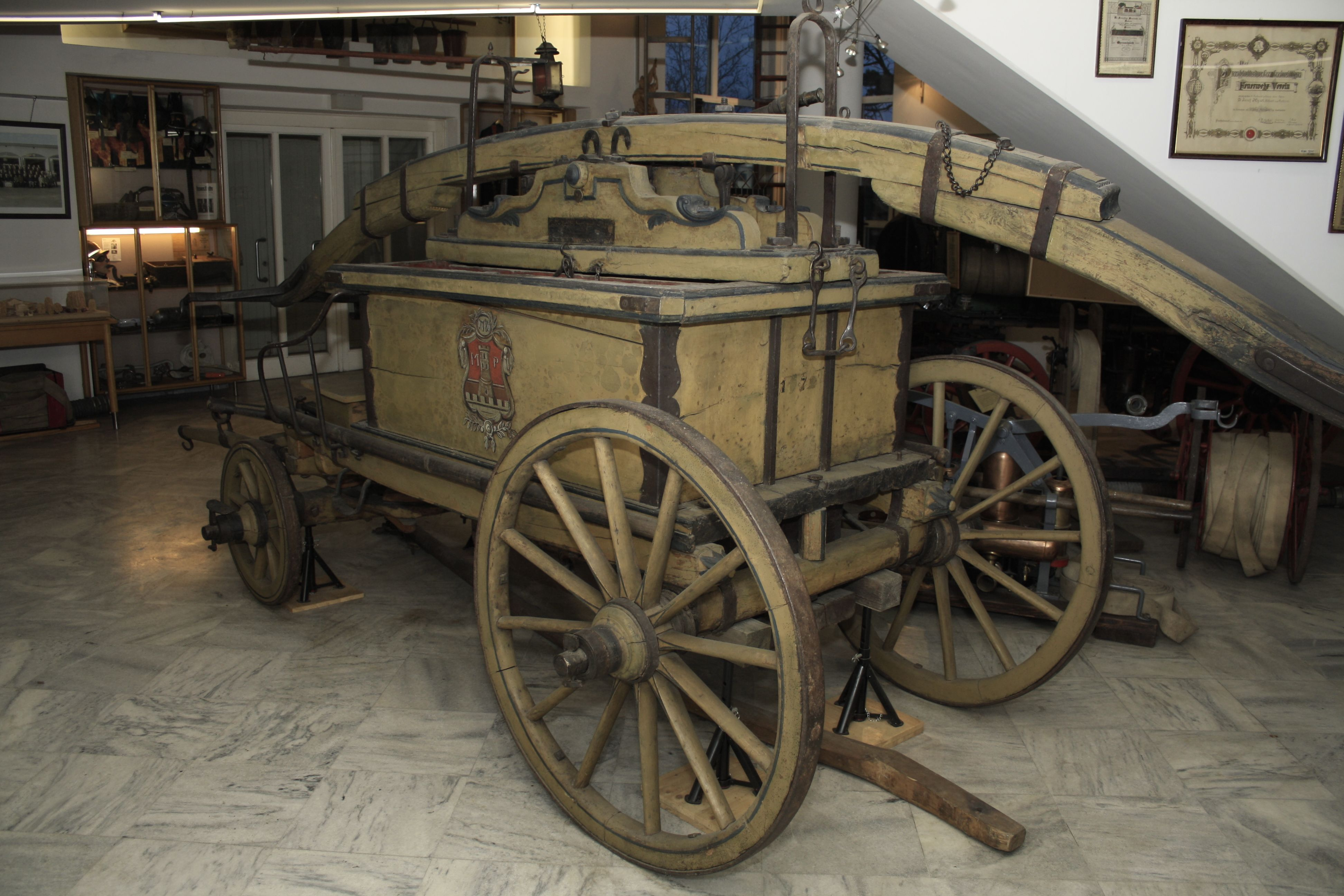
Landfahrspritze aus dem Jahr 1786 aus Perchtoldsdorf

Im Jahr 1722 erließ Kaiser Karl VI. die Löschordnung für das Herzogtum Steiermark und die innerösterreichischen Lande. Während die Theresianische Feuerordnung sich wieder hauptsächlich auf Wien bezog, gab ihr Sohn Joseph II. 1782 die Josephinische Feuerordnung für die Landstädte und für das offene Land in Niederösterreich heraus, die später auch für alle Kronländer galt.
Aber nach wie vor war das Löschwesen eine Verpflichtung der Bürger und Handwerker, die weder eine Ausbildung noch eine besondere Motivation zur Brandbekämpfung hatten.
Erst im 19. Jahrhundert kam es vorerst nach den Franzosenkriegen und später durch verschiedene politische und soziale Entwicklungen in der zweiten Hälfte des Jahrhunderts zur Entwicklung von organisierten Feuerwehren in größeren Rahmen.

## Feuerwehrgründungszeit im 19. Jahrhundert
In den 1840er Jahren organisierten sich in Deutschland die ersten Feuerwehren, unter anderem nach französischem Muster. Pionier war dabei unter anderem Carl Metz, der selbst Feuerlöschgeräte herstellt. Ein Meilenstein war das Jahr 1847, in der die Feuerwehr ihre Bezeichnung bekam, die heute noch in Verwendung ist (siehe: Geschichte der Feuerwehr). In Cisleithanien war die Gründung der Feuerwehr in Reichstadt im heutigen Tschechien der Startschuss für eine Entwicklung, die bis jetzt im heutigen Österreich das Rückgrat der Brandbekämpfung bildet.

### Erste Freiwillige Feuerwehr in Reichstadt

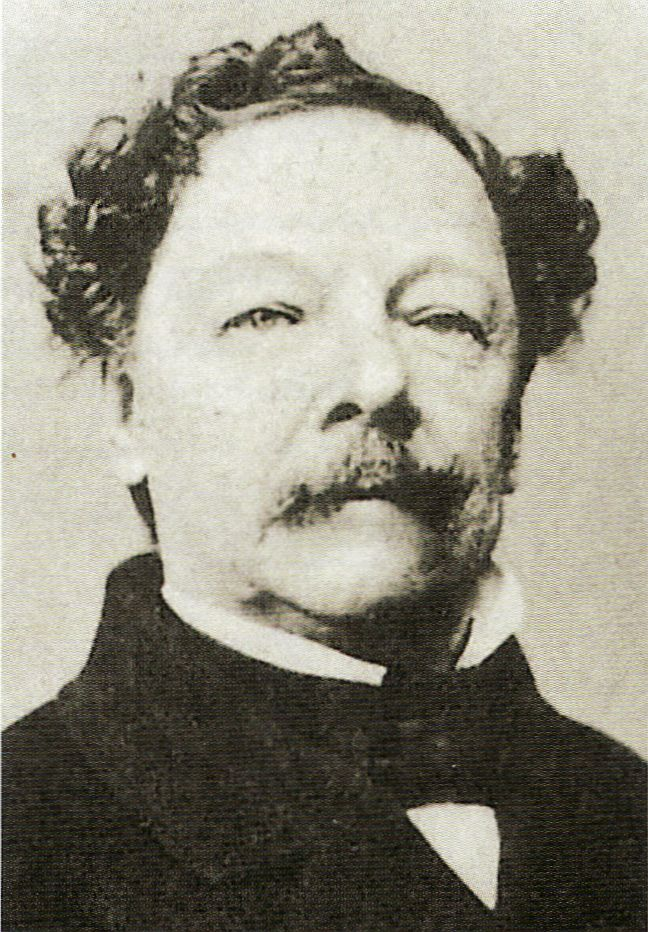
Ferdinand Leitenberger, der Gründer der ersten österreichischen Feuerwehr

Der pensionierte k.k. Rittmeister Ferdinand Leitenberger wollte auf Grund seiner Erlebnisse bei verschiedenen Bränden eine geschulte Einheit Freiwilliger organisieren. Dazu studierte er verschiedene Pompiers-Corps im Ausland, sowie verschiedene Fachzeitschriften. Bei Erzherzog Ferdinand, der seit seiner Abdankung in seiner Sommerresidenz in Reichstadt lebte, fand er Gehör für seine Ideen. So berief 1850 der Gemeindevorstand eine Bürgerversammlung ein, bei der Leitenberger seine Ideen vortragen durfte. Von nicht ganz 2.000 Einwohnern von Reichstadt meldeten sich sofort 144 Freiwillige zum Eintritt in das Pompiers-Corps. Die vorerst als freiwillige Bürgerwehr benannte Gruppe änderte die Bezeichnung bereits im Folgejahr auf Feuerwehr.
Nach der Idee Leitenbergers wurde die Feuerwehr von Beginn an in verschiedene Gruppen gegliedert. So waren folgende Gruppen vorgesehen:
- Lebens- und Güterrettungs-Abteilung
- Abteilung zur Bedienung der Feuerspritzen
- Wasserleitungs-Abteilung
- Abteilung für Feuerhaken und Leitern

Die Mitglieder der einzelnen Abteilungen wählten ihre Führer und Stellvertreter, womit eine Zusammenarbeit, die auf Vertrauen basiert, erreicht werden sollte. Diese Kommandanten leisteten ihrerseits wieder einem gemeinsamen Kommandanten ein Gelöbnis des Gehorsams.
Im Jahr 1851 war diese Feuerwehr gut organisiert, ausgerüstet und geschult, sodass sie offiziell gegründet werden konnte. Nachdem diese Einrichtung in dieser Form Schule machte und bei verschiedenen Bränden ihr Können unter Beweis stellen konnte, werden die gesamte Vorbereitung und Organisation von Leitenberger aufgezeichnet. 1855 wurde eine Broschüre mit dem Titel Das freiwillige Pompiers-Corps oder Anleitung wie in jeder Provinzial-Stadt oder in jedem größeren Dorfe mit unbeträchtlichen Auslagen eine Feuerwehr gegründet werden kann. herausgegeben. Auch zahlreiche Abbildungen erläuterten die Beschreibung. Im Folgejahr erschien diese Anleitung auch in tschechischer Sprache.
Als nächste Feuerwehr, die 1856 gegründet wurde, ist Böhmisch Kaunitz dokumentiert.

### Erste Feuerwehren im heutigen Österreich
Belegt sind Löscheinrichtungen bereits in den beiden k.k. Tabakfabriken in Fürstenfeld aus den Jahren 1813 und Schwaz 1831. Allerdings sind deren Strukturen und Organisationen nicht ausreichend bekannt, sodass man sie nicht ohne weiteres als Feuerwehr klassifizieren kann. Weitere ähnliche Einrichtungen kennt man aus Hallein in der Brauerei Kaltenhausen aus dem Jahr 1825, sowie im Stift St. Florian.

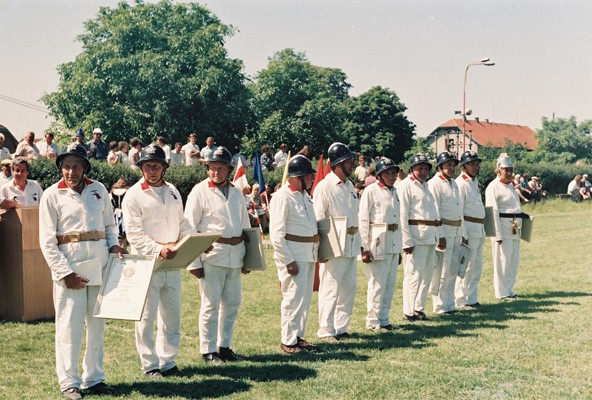
Feuerwehr in Klamoš, einem kleinen Ort in Tschechien in historischen Uniformen

Fast zeitgleich mit Reichstatt wurde in Linz eine Freiwillige Feuerwehr gegründet, nachdem eine Berufsfeuerwehr nicht finanzierbar war. Auf einen Aufruf von Bürgermeister Reinhold Körner meldeten sich Ende 1850 29 Linzer Bewohner als Freiwillige. Sie verpflichteten sich, mindestens drei Jahre sowohl an Übungen als auch an Einsätzen teilzunehmen. Durch die geringe Mitgliederanzahl, musste man trotzdem auf die Handwerker, wie sie bereits bisher verpflichtet wurden, zurückgreifen. Das Kommando dieser Feuerwehr führte der Bürgermeister selbst. Da die Feuerwehr gesellschaftlich nicht voll anerkannt wurde, schrumpfte die Mitgliederzahl wieder. Im Jahr 1866 wurde die Feuerwehr neu gegründet und das Kommando an Josef Hafferl übertragen.

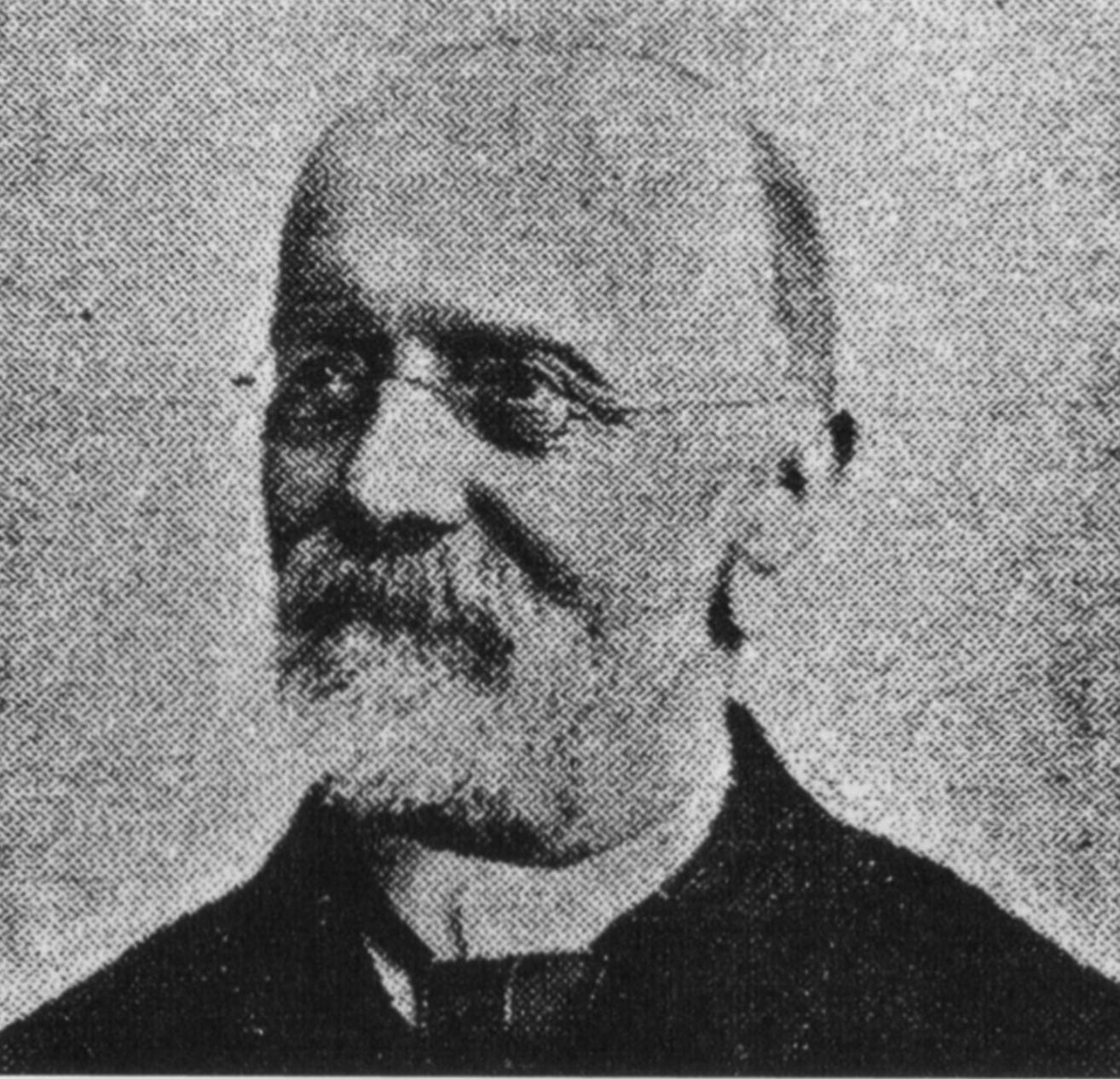
August Jakob Augustin (1818–1902), Gründer der BF Graz

In Graz wurde im Jahr 1853 nach Erkundungen des Turnlehrers August Jakob Augustin in Deutschland nach Ulmer Vorbild ein Städtisch besoldetes Pompiers-Corps beschlossen und mit 24 Mann, bestehend aus verschiedenen Handwerkern, errichtet. Ab dem Jahr 1861 bestand das Corps, das jetzt Städtische Feuerwehr genannt wurde, aus 36 Mann. Die Berufsfeuerwehr Graz war damit nach Wien die zweite in Österreich.
In Tirol war der 1828 geborene Franz Thurner die Triebfeder, eine Feuerwehr zu gründen. Er wurde durch die Ereignisse 1848 geprägt, bei der Kaiser Ferdinand im Zuge der Revolution nach Innsbruck fliehen musste. Nach der Revolution lernte er auf der Walz, die ihn als Seiler durch verschiedene deutsche Städte führte, geordnete Brandbekämpfung. Um körperlich fit zu sein, machte er die Ausbildung zum Turnlehrer und versuchte auch junge Männer zu begeistern. Auch der Tiroler Landtag unterstützte ihn dabei. In den Ferien machte er in Deutschland die Ausbildung zum Feuerwehrmann. Es bestand zwar bereits seit dem Jahr 1826 ein verordnetes Löschsystem, das aus Turnern bestand, aber nicht effektiv funktionierte. So gründete er im Jahr 1857 ein freiwilliges Rettungskorps. Vorerst von den Turnern angefeindet, bestand des aber schon 1858 seine Feuertaufe und wurde dementsprechend vom Gemeinderat finanziell auch unterstützt. 1864 wurde schließlich die neue Freiwillige Feuerwehr von der Feuerwehr mit dem Brandschutz betraut und die Bürgerwehr aufgelöst. Thurner wurde der erste vom Gemeinderat ernannte Kommandant.
Die Turnvereine, die in den 1840er Jahren nach deutschen Vorbildern gegründet, wie beispielsweise in Salzburg, Hermannstadt, Asch oder Bregenz, wurden und teilweise auch Löschdienste durchführten, mussten als Folge der Revolution ihre Tätigkeit aus politischen Gründen einstellen. Erst 1861 durften wieder Vereine gegründet werden.
Die ersten Turner-Feuerwehren gründeten sich zwischen 1848 und 1851 in Bregenz, Dornbirn und Feldkirch. Im Hahr 1852 wurden diese aus politischen Gründen wieder aufgelöst und 1861 neu gegründet. Ab dieser Zeit findet man erstmals die beiden heute noch gebräuchliche Wahlsprüche Gott zur Ehr’, dem Nächsten zur Wehr, sowie Einer für Alle, Alle für Einen.
Im Jahr 1862 entstanden zahlreiche weitere Turner-Feuerwehren in Wiener Neustadt, Hainburg und Leobersdorf.

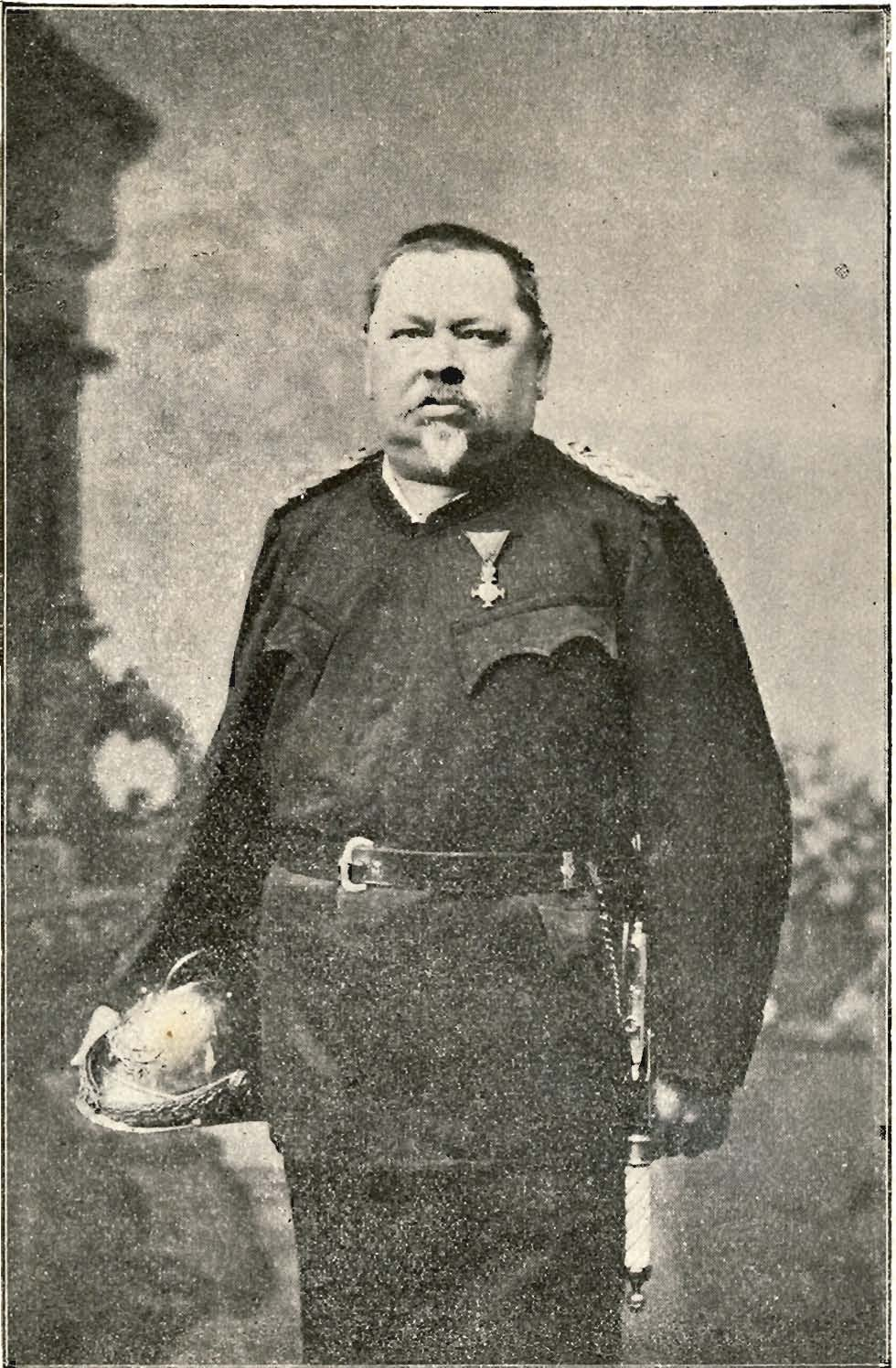
Ferdinand Jergitsch, der Gründer Feuerwehr Klagenfurt

In den Folgejahren entstanden immer mehr Feuerwehren im ganzen Reich. In Klagenfurt war der Siebmacher Ferdinand Jergitsch die treibende Kraft, dass in Klagenfurt im Jahr 1864 unter Leitung von Carl Metz persönlich eine Gründungsversammlung stattfand und Jergitsch der erste Kommandant wurde. In der Folge vertrieb Jergitsch die Geräte von Metz und betrieb weitere Gründungen in Kärnten.
Ebenfalls 1864 entstand in Tirol bereits als zweite Feuerwehr der Turn-Feuerwehr-Verein Bruneck. In Salzburg war es Karl Billerhart, der als Gerbermeister auf seiner Wanderschaft bereits Mitglied bei der 1853 gegründeten Prager Feuerwehr war und jetzt in Oberndorf bei Salzburg eine Feuerwehr gründete. Unterstützt wurde er dabei durch die bayerische Nachbarfeuerwehr in Laufen, die auch schon seit 1860 bestand.
In Graz wollte man bereits 1862 zusätzlich zur bestehenden Berufsfeuerwehr mit der Gründung des Turnvereins auch eine Freiwillige Feuerwehr schaffen. Das verzögerte sich allerdings aufgrund der Bürokratie bis 1865. Bis zu diesem Zeitpunkt war nämlich das Tragen von Feuerwehrbeilen und Karabinerhaken als Bewaffnung verboten. Im Jahr 1865 wurden noch die Feuerwehren Gloggnitz, die Turner-Feuerwehr Baden, Bad Vöslau, Ried, Stadt Salzburg und Villach gegründet.
In der Zwischenzeit wurde aber auch in Westungarn, das ja nicht zu Cisleithanien gehörte, die Idee der Turnerfeuerwehren weitergetragen und in Ödenburg im Jahr 1863 die freiwillige Turner-Feuerwehr gegründet, allerdings erst 1866 offiziell anerkannt. In der Folge wurden Pinkafeld (1871), Eisenstadt (1874), Mattersburg und Kittsee (1875) gegründet. 1870 wurde auch der ungarische Landesfeuerwehrverband gegründet.
Die Entwicklung der Feuerwehren im österreichischen Teil der Monarchie nahm durch zahlreiche Gründungen einen ungeahnten Aufschwung.
Mit dem Ersten Weltkrieg setzte auch die Motorisierung der Feuerwehren ein. So nahm man am 10. Mai 1914 im Bundesland in Marburg an der Drau, das damals zur Steiermark gehörte in Betrieb.
Anzahl der Feuerwehren zwischen 1865 und 1901
|  | Kronland                                                         | 1865 | 1870 | 1880 | 1890 | 1901 |
|  | ---------------------------------------------------------------- | ---- | ---- | ---- | ---- | ---- |
|  | Herzogtum Kärnten                                                | 2    | 18   | 63   | 161  | 290  |
|  | Erzherzogtum Österreich unter der Enns                           | 13   | 68   | 408  | 884  | 1246 |
|  | Erzherzogtum Österreich ob der Enns                              | 3    | 24   | 113  | 270  | 475  |
|  | Herzogtum Salzburg                                               | 2    | 5    | 27   | 48   | 104  |
|  | Herzogtum Steiermark                                             | 3    | 17   | 122  | 240  | 378  |
|  | Gefürstete Grafschaft Tirol                                      | 2    | 10   | 69   | 129  | 322  |
|  | Land Vorarlberg                                                  | 1    | 5    | 14   | 51   | 67   |
|  | Königreich Böhmen Markgrafschaft Mähren Österreichisch-Schlesien | 81   | 234  | 1147 | 3294 | 5689 |

## Österreichische Feuerwehren im deutschen Feuerwehrausschuss
Während in Österreich erst die ersten Feuerwehren gegründet wurden, wurden in Deutschland bereits die ersten Feuerwehrtage abgehalten. Diese losen Zusammenkünfte der Feuerwehren fanden erstmals in Plochingen im Jahr 1853 von C.D. Magirus organisiert statt. In der Folge wurden in Stuttgart 1855 und Karlsruhe 1859 Feuerwehrtage abgehalten. Bereits beim 4. Feuerwehrtag 1860 in Mainz nahmen auch Vertreter aus Wien und Innsbruck teil. Von Anfang an wurden die Österreicher gleichberechtigt behandelt. Am 6. Feuerwehrtag in Leipzig im Jahr 1865 schlug bereits der Klagenfurter Hauptmann Jergitsch die Gründung eines Deutschen Feuerwehrverbandes vor. Dies wurde jedoch vorerst abgelehnt.
Eine weitere treibende Kraft in der Entwicklung der österreichischen Feuerwehren war die deutsche Industrie, die in der Entwicklung auf Grund des größeren Marktes schon wesentlich weiter war, als die österreichische. Während die Unternehmen Knaust und Kernreuter noch am Anfang der Entwicklungen standen, wurden von Metz zahlreiche Feuerlöschspritzen nach Österreich geliefert. Auch die Firma G. A. Jauck aus Leipzig ist verhältnismäßig stark vertreten. Sie unterstützten die Feuerwehren so weit, dass in einzelnen Feuerwehren auch Uniformen und sogar Regeln der Leipziger Feuerwehr eingeführt wurden. Auch die Deutsche Feuerwehr-Zeitung wurde eifrig gelesen.
Lose Feuerwehrverbindungen entstanden, wie bereits 1860 der noch heute bestehende Bodensee-Feuerwehrbund oder die Freie Vereinigung der freiwilligen Feuerwehren des Salzachgebietes, der österreichische und bayrische Feuerwehren angehörten.
Auf Grund der Folgen des Österreichisch-Preußischen Krieges im Jahr 1866 wurde der Braunschweiger Feuerwehrtag auf 1868 verschoben. Jergitsch setzte sich dafür ein, dass der Feuerwehrtag 1870 in Linz stattfinden sollte. Tatsächlich bekam Linz als erste österreichische Stadt den Zuschlag den deutschen Feuerwehrtag zu organisieren und abzuhalten.
Obwohl die österreichischen Feuerwehren einen eigenen österreichischen Feuerwehrverband für unnötig hielten, da man sich beim deutschen gut vertreten fühlte, warb die Klagenfurter Feuerwehr unter Jergitsch doch für die Gründung eines eigenen Verbandes, um beim 1869 abgehaltenen 1. Österreichisch-ungarischen Feuerwehrtag die österreichischen Interessen gegenüber Ungarn besser vertreten zu können.

### Berufsfeuerwehren
Wie man dem Bericht Czermacks aus dem Jahr 1901 entnehmen kann, erfolgte die Entwicklung der Berufsfeuerwehren in Altösterreich uneinheitlich. Dabei fand man verschiedene Organisationsformen der Feuerwehren, die man dabei in grob in folgende Gruppen aufteilen kann:
- Städte, bei denen es nur eine Berufsfeuerwehr gab, wie Prag (gegründet 1853), Pilsen oder Triest und Pula.
- Städte mit äußeren Stadtteilen, die entweder noch nicht oder bereits eingemeindet sind, wie Wien. Hier gab es in den Vororten auch kleinere Freiwillige Feuerwehren.
- Es gab aber auch Berufsfeuerwehren, wo es durchaus ein ebenbürtiges Nebeneinander mit den Freiwilligen Feuerwehren gab, wie in Graz, Brünn, Lemberg, Krakau, Przemyśl oder Czernowitz.
- Ähnlich einer Berufsfeuerwehr waren besoldete Kommunalwachen, die neben Polizeiaufgaben auch Feuerlöschaufgaben wahrzunehmen hatten. Diese fand man in Gallizien, wo das Freiwilligenwesen nicht so durchdrang und es auch Pflichtfeuerwehren gab. Auch in den italienischen Gemeinden Südtirols fand man diese Art.
- Wo die Freiwilligen Feuerwehren schlagkräftig genug waren, war die Berufsfeuerwehr nur als Unterstützung eingerichtet und es gab nur einige städtische Bedienstete, die auch Feuerwehrdienste verrichten mussten. So war dies beispielsweise in Innsbruck oder in Budweis der Fall.

Eine beachtliche Anzahl von Feuerwehren, die man einer Berufsfeuerwehr gleichstellen konnte, gab es in den verschiedenen Kasernen und staatlichen Betrieben. Die Betriebsfeuerwehren, wie in Brauereien, Bergwerken oder Hüttenbetrieben wurden, obwohl sich eine nicht geringe Anzahl von Beschäftigten nur dem Brandschutz widmen, den Freiwilligen Feuerwehren hinzugerechnet.

### Deutscher Feuerwehrtag in Linz
Der Feuerwehrtag hatte einige Themen zum Inhalt, die auch heute immer wieder Stoff für Diskussionen liefern. So wurde ein Versicherungsschutz, sogenannte Unterstützungskassen für verunglückte Feuerwehrmänner gefordert. Andere Themen, die heute als eine Selbstverständlichkeit gelten, wurden aber ebenso heftig besprochen, wie gemeinsame Schlauchkupplungsgewinde. Dabei waren auch Geschäftsinteressen vorhanden, da Knaust sein Gewinde gegenüber jenem von Metz durchsetzen wollte.
Durch die steigende Anzahl der gegründeten Feuerwehren wurde auch die Delegiertenanzahl neu festgelegt. Für Norddeutschland wurden ebenso wie für Süddeutschland je sechs Delegierte beschlossen. Von den sechs für Süddeutschland wurden fortan drei von Österreich gestellt. Diese drei waren vorerst Grohe aus Sternberg, Hafferl aus Linz und Alois Hueber aus Graz. Da aber hauptsächlich die Landesfeuerwehrverbände, die gerade im Aufbau waren, mit den Behörden verhandelten, hatten auch diese mehr Kompetenzen als der Feuerwehrausschuss.

### Weiterer Weg im Deutschen Verband
Bereits 1874 wurde beschlossen, dass die Obmänner der Landesfeuerwehrverbände als Delegierte im Ausschuss sein sollten. Diese wurden auch von deutscher Seite immer stärker mit eingebunden. So lautete in der Geschäftsordnung eines der Ziele:

„Die Deutschen Feuerwehrtage und der Deutsche Feuerwehr-Ausschuss bezwecken die Förderung und Ausbildung des Feuerlöschwesens des Deutschen Reiches und in Deutsch-Österreich“

Nachdem sich aber die Organisation der österreichischen Feuerwehren untereinander zunehmend verbesserte, wurden auch immer wieder Stimmen laut, die Deutschen Feuerwehrtage nicht mehr zu besuchen. Zusätzlich unterschied sich die rechtliche Lage in den beiden Ländern. Auch die österreichische Industrie hatte ihr Niveau verbessert und so gab es bereits 1876 Initiativen, einen eigenen Verband zu gründen und die Bedeutung des deutschen Verbandes wurde immer geringer. Einer dieser Funktionäre war Karl Richter aus Mährisch-Ostrau. Plattform dieser Bestrebungen waren aber die Treffen am Rande der deutschen Feuerwehrtage, zu denen man auch aus kameradschaftlichen Gründen weiter gerne fuhr. Der 12. Deutsche Feuerwehrtag wurde auch wieder in Österreich, nämlich in Salzburg, abgehalten.
Einerseits konnte auf den Feuerwehrtagen nichts beschlossen werden, da die einzelnen Landesverbände sowohl in Deutschland als auch in Österreich zu individuell geregelt waren, andererseits wurden diese Tage vermehrt nur zum Abhalten von Festen und Feiern verwendet. Aus diesem Grund waren nur mehr wenige Besucher, die aus echtem Interesse die Feuerwehrtage verfolgten. In der Folge wurden Technische Feuerwehrtage abgehalten, die dem Fachpublikum vorbehalten waren. Der erste dieser Art fand in Dresden 1886 statt. Es erschienen ungefähr 500 Zuhörer, die zum Teil auch aus Österreich und der Schweiz kamen. Hier standen wieder Sachthemen im Vordergrund.
Im Jahr 1898 wurden aber beim 15. Deutschen Feuerwehrtag Trennungstendenzen immer deutlicher, da sich die deutschen Landesfeuerwehrverbände zusammenschließen wollten und da die Österreicher nicht mehr in das Schema passte, da sie auf der anderen Seite bereit 1889 unter Reginald Czermack selbst einen Ständigen Feuerwehr-Ausschuss gegründet hatten. Nach den Vorschlägen von Czermack sollten in Zukunft nicht die Landesfeuerwehrverbände automatisch die Delegierten stellen. Stattdessen sollte nur mehr eine reduzierte Anzahl von Mitgliedern des österreichischen Feuerwehr-Reichsverbandes die österreichischen Feuerwehren vertreten. Nachdem zwischen den Deutschen und Czermack bei den Verhandlungen 1902 jedoch keine Einigung mehr zustande gekommen war, war die Österreichische Delegation im Jahr 1904, als der Deutsche Feuerwehrverband gegründet wurde, das letzte Mal als Mitveranstalter beim Feuerwehrtag.
In der Folge wurde aber, nachdem man trotzdem gewillt war, weiter zusammenzuarbeiten ein gemeinsamer Bundesausschuss gegründet, in dem für Österreich Rohrer aus Brünn, Staudt aus Josefstadt in Böhmen, Graff aus Innsbruck und Schneck aus St. Pölten saßen.
So blieben die Verbindungen zwischen den beiden Ländern nach wie vor aufrecht und es fand vor allem in den jeweils angrenzenden Landesverbänden von Deutschland und Österreich fand ein reger Gedanken- und Freundschaftsaustausch statt. In der Folge wurden im Jahr 1912 die Österreicher Czermack, Schneck, Rohrer und Müller aus Wien Ehrenmitglieder des deutschen Feuerwehrverbandes.
Im Jahr 1913 fand die letzte Sitzung des Bundesausschusses statt.

## Bildung der Landesfeuerwehrverbände
In Klagenfurt wurde bereits am 6. September 1869 der erste Österreich-ungarische Feuerwehrtag abgehalten. Bestrebungen, alle Feuerwehren der Monarchie in einen Verband zu vereinigen, scheiterten am Veto Ödenburgs, da in Transleithanien noch zu wenige Feuerwehren errichtet waren, sodass sich dieser Teil damit unterrepräsentiert fühlte. Somit war auf längere Zeit ein gemeinsames Vorgehen unmöglich geworden. Trotzdem wollte man alle zwei Jahre einen gemeinsamen Feuerwehrtag abhalten, die durch einen Ständigen Ausschuss organisiert werden sollte, der aber schnell in Vergessenheit geriet.
Einen Gründungsboom von Feuerwehren bewirkte die Abhaltung des Deutschen Feuerwehrtages in Linz im Jahr 1870. Bereits vorher aber auch nachher bildeten sich in den einzelnen Kronländern 16 Landesfeuerwehrverbände:
| Gründungsjahr | Verband |
| ------------- | --- |
| 1869          | Verband der freiwilligen Feuerwehren in Kärnten |
| 1869          | Niederösterreichischer Landesfeuerwehr-Verband |
| 1869          | Verband der mährisch-schlesischen freiwilligen Feuerwehren                                                                                                 |
| 1869          | Oberösterreichischer Landesfeuerwehr-Verband |
| 1870          | Steiermärkischer Landes-Feuerwehr-Verband |
| 1872          | Verband der freiwilligen Deutsch-Tiroler Feuerwehren |
| 1875          | Freiwilliger Feuerwehr-Landesverband der Bukowina |
| 1875          | Vorarlberger Feuerwehr-Gauverband* |
| 1875          | Verband der freiwilligen Feuerwehren in Gallizien |
| 1878          | Feuerwehr-Landes-Central-Verband für Böhmen |
| 1881          | Verband der freiwilligen Feuerwehren des Herzogtums Salzburg                                                                                               |

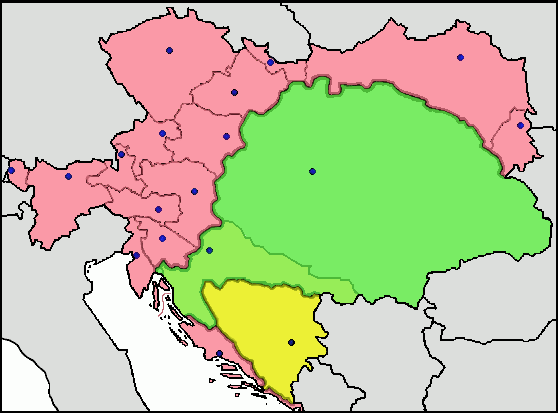
Österreich-Ungarn im 20. Jahrhundert, Kronländer:
Cisleithanien
Transleithanien (Ungarische Krone)
Bosnien und Herzegowina
Für eine Karte mit Bezeichnung der einzelnen Kronländer siehe Kronland und Österreich-Ungarn.

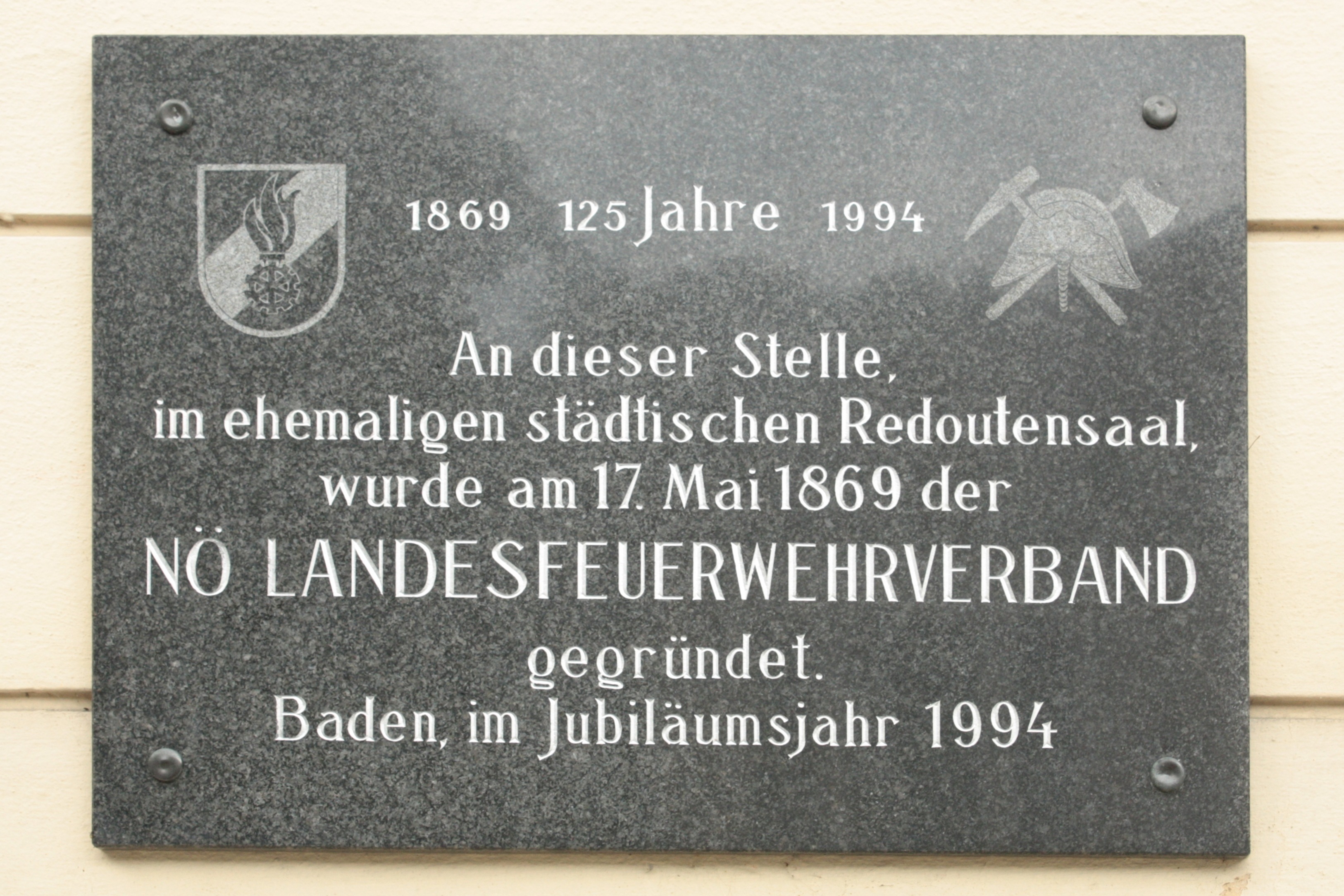
Gedenktafel in Baden

| 1882          | Zemská ustredni jednota mor.-slez. dobrovonlnych sboru hasicskyvh (Böhmischer Verband der mährisch-schlesischen Feuerwehren)                               |
| 1888          | Krainischer Landes-Feuerwehrverband |
| 1891          | Zemská ustredni hasicská jednota královsvi Ceského (Böhmischer Landesverband, nach der Trennung vom 1878 gemeinsamen Verband)                              |
| 1894          | Österreichisch-schlesischer Landes-Feuerwehr-Verband (durch Ausscheiden der schlesisch-deutschen Feuerwehren aus dem 1869 gegründeten gemeinsamen Verband) |
| 1895          | Czecho-slavischer Landes-Feuerwehr-Verband für Schlesien                                                                                                   |

## Der Weg zum Österreichischen Feuerwehr-Reichsverband
Der Weg zum Feuerwehr-Reichsverband führte ähnlich der deutschen Entwicklung über die einzelnen Feuerwehrtage.
Das Fehlen einer übergeordneten Organisation machte sich bereits 1871 bei den Vorbereitungen zur Wiener Weltausstellung, die im Jahr 1873 stattfand, negativ bemerkbar. Graf Edmund Széchenyi, einer der führenden Personen im ungarischen Feuerwehrwesen und erster Landesfeuerwehrkommandant, schlug bereits die Abhaltung eines Europäischen Feuerwehrtages vor. Aber über gemeinsame Gespräche und dem Besuch der Weltausstellung mit den ausgestellten Feuerwehrgeräten kam die Initiative nicht hinaus.
Vor allem die kleinen Landesverbände drängten auf einen Verband, damit auch sie eine bessere Verhandlungsposition gegenüber feuerwehrfremden Partnern beispielsweise den Feuerversicherungen, aber auch gegenüber offiziellen Stellen, wie dem Innenministerium, hätten. Aber Initiativen wie vom Verband der mährisch-schlesischen freiwilligen Feuerwehren im Jahr 1874 verliefen im Sande, da die großen Landesverbände, wie der niederösterreichische, immer wieder ihr Veto einlegten um keine Kompetenzen abgeben zu müssen. Für den Verband wird auch Werbung über den Fromme’s Oesterreichischen Feuerwehrkalender 1876 auf Initiative von Carl Richter aus Mährisch-Ostrau versucht.
Da aber auch im Laufe der Jahre die Feuerpolizei-Ordnungen erscheinen, werden die Landesverbände aufgewertet und die Bildung eines Reichs-Verbandes hinausgeschoben. Auch die teilweise bestehenden Mitgliedschaften bei den Deutschen Feuerwehrtagen waren nicht förderlich.
Erst im Jahr 1880 kam es zum 1. Österreichischen Feuerwehrtag. Von den einzelnen Landesfeuerwehrverbänden sollten pro 20 Feuerwehren ein Delegierter gesandt werden. Von der Industrie deutsche Unternehmen gegenüber 17 aus Österreich als Aussteller anwesend, sodass man deutlich das Aufholen der österreichischen Wirtschaft erkennen konnte. Obwohl der Feuerwehrtag im Rahmen einer Landesausstellung interessant organisiert, war der Besuch eher als bescheiden zu bezeichnen. Es waren wieder vor allem die großen Verbände, von denen nur wenige Teilnehmer erschienen. Wieder war es Czermack und die anderen Teilnehmer aus Böhmen und Mähren, die für einen Reichs-Verband plädierten. Neben diesen Bestrebungen gab es schon Petitionen, die Gemeinsamkeiten in den Interessen erkennen ließen. So wurde beispielsweise eine Petition an den Reichsrat und an das Unterrichtsministerium gerichtet, in geeigneten Lehranstalten eine Ausbildung im Feuerlöschwesen einzurichten.
Im Jahr 1882 wurde der 2. Feuerwehrtag in Innsbruck im Rahmen der 25-Jahr-Feier der Feuerwehr abgehalten, nachdem sich andere Verbände weigerten, diesen abzuhalten. Nach wie vor wurden die Feuerwehrtage aber nach einem Vororte-Prinzip durchgeführt, d. h. der Verband des nächsten Feuerwehrtages organisiert den kompletten Ablauf im Gegensatz, wenn der Ablauf von einem fixen Verband organisiert wird. Dieser Feuerwehrtag wurde ein großer Erfolg. Zu den 500 Mitgliedern der Innsbrucker Feuerwehr kamen an die 2.500 Feuerwehrmänner aus ganz Österreich nach Innsbruck. Sogar die Eisenbahn gewährte Ermäßigungen. Auch aus anderen Ländern kamen Delegationen. Neben den Forderungen, wie Steuererleichterungen oder anderen gesetzlichen Anpassungen zu Erleichterung des Feuerwehrwesens wird eine Spritzenprüfungsnormalie, einer ersten Norm zur Überprüfung von Feuerlöschspritzen, beschlossen. Diese Normalie wurde auf Grund eines Preisausschreibens, das der böhmische und der mährisch-schlesische Verband vorher unter ihren Mitgliedsfeuerwehren für Vorschläge ausschrieben. Zur Stellung der Feuerwehr wurde eine Petition an den Reichsrat geschickt, nach der die Feuerwehren nicht mehr als Vereine, sondern als Gemeindeinstitutionen zu behandeln sein sollten. Ein weiterer Erfolg war aber, dass auch die Skepsis gegen einen Reichs-Verband gebrochen wurde.

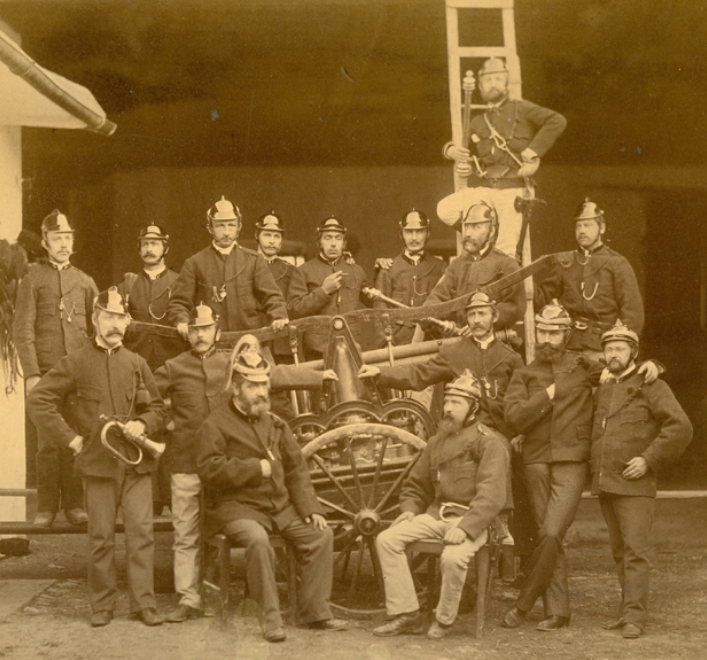
Gründungsfoto der Freiwilligen Feuerwehr Frankenfels in Niederösterreich (1883)

Bis 1884 arbeitet der Niederösterreichische Landesfeuerwehrverband die Organisation für den 3. Feuerwehrtag in St. Pölten aus. Diesem Feuerwehrtag war nicht der Erfolg von Innsbruck beschieden und der Besuch war nicht so zahlreich. Auch fehlten wieder einige Verbände, wie beispielsweise der steiermärkische. Man bekam auch kaum Antworten auf die zahlreichen Petitionen, die beim letzten Tag in Innsbruck eingereicht wurden. Trotzdem war dies wieder ein weiterer Schritt in Richtung eines Gesamtverbandes. Nachdem einzelne Feuerwehren bereits so alt wurden, wurde auch schon beraten, den Feuerwehrmitgliedern für ihre 25-jährige Mitgliedschaft eine Auszeichnung zu überreichen. Allerdings sollte eine Lösung, wie sie heute besteht noch 18 Jahre dauern.
Im Jahr 1887 wurden unter Teilnahme fast aller Verbände der Feuerwehrtag in Brünn abgehalten. Die Veranstaltung fiel mit dem 20-Jahr-Jubiläum der Turner-Feuerwehr Brünn zusammen. Hier wurden nochmals Bestimmungen entschärft, die den Eindruck erwecken könnten, mit einem Reichsverband über die Landesverbände bestimmen zu wollen. Prinzipiell hatte jetzt jeder Landesverband eine Stimme und beim Beschluss der verschiedensten Belange ein Vetorecht, auch wenn er alle Feuerwehren betreffen würde.
Für den nächsten Vorort wurde Teplitz als Austragungsort des nächsten Feuerwehrtages beschlossen. Organisiert sollte er vom böhmischen Feuerwehr-Landeszentralverband unter der Leitung von Reginald Czermack betraut. Mit ihm wurde ein Vertreter gewählt, der sich schon immer für einen Zentralverband aussprach. Es wurden auch schon Satzungen des ständigen österreichischen Feuerwehr-Ausschusses bei der Gründungssitzung am 25. März 1889 im Wiener Rathaus von insgesamt neun Vertretern von Landesverbänden, wobei die anderen entschuldigt waren, beschlossen. Von diesen wurde der Plan für den Zentral-Verband einstimmig angenommen.
Der Ausschuss wurde als Verein angemeldet und 1890 vom k.k.-Innenministerium genehmigt. Er wurde von einem Vorsitzenden und zwei Stellvertretern geleitet und jeweils nach dem Feuerwehrtag neu gewählt. Als erster Vorsitzender wurde Czermack gewählt. Der Sitz des neugeschaffenen Ständigen Feuerwehrausschusses war ebenfalls Czermacks Wohnort und Sitz seines Unternehmens Teplitz. Die Kompetenzen waren jetzt klar geregelt.
Der neue Vorsitzende war auch einer jener Funktionäre, die dafür standen, dass die Feuerwehr auch eine Unterstützung auch im Sanitätswesen sein sollte. Ungehalten waren allerdings die Ausschussmitglieder über Czermack, als dieser ohne vorherige Absprache dem k.u.k. Kriegsministerium anbot, im Kriegsfall verwundete Soldaten vom jeweiligen Bahnhof in die Reservelazarette zu transportieren.

Gemeinsame Dienstgradabzeichen in ganz Österreich

Trotzdem stellte der 5. Feuerwehrtag in Teplitz im Jahr 1891 ein Zeugnis dar, dass die Feuerwehr als gesamtösterreichische Einrichtung gesehen werden muss. Als eine der ersten gemeinsamen Aktionen des Feuerwehrtages war die Schaffung gemeinsamer Dienstgrade und der Dienstgradabzeichen für ganz Cisleithanien. Diese wurden kurz darauf, 1892, vom k.k.-Innenministerium genehmigt.
In der Folge war eine Fülle von Aufgaben zu lösen. Dem Ausschuss wurde als Anerkennung oberster Stellen 1895 genehmigt, den Reichsadler im Briefkopf zu verwenden (Dies wurde auch in der Republik weiter so gehalten, sodass der ÖBFV das Staatswappen führen darf).

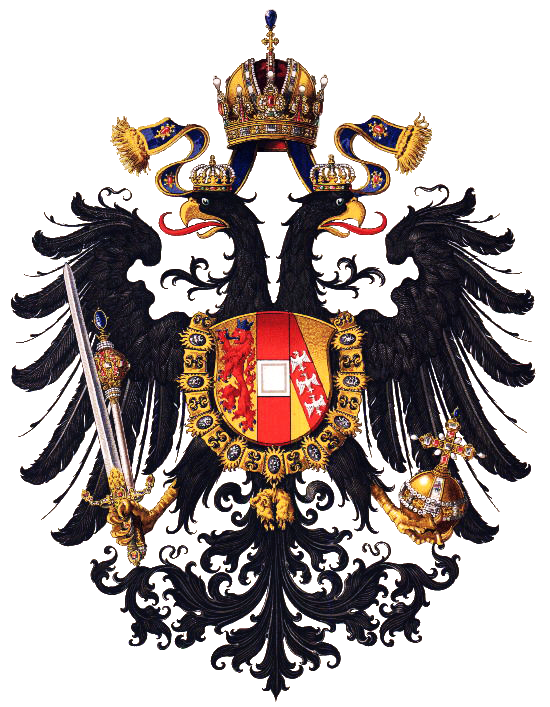
Führung des Wappens seit 1895

Nach dem Feuerwehrtag 1896 in Klagenfurt folgte 1898 das Thronjubiläum in Wien, an dem 20.000 Feuerwehrleute als Vertreter aller Kronländer, Kaiser Franz Josephs huldigten. Im Jahr 1900, nachdem nach langen Verhandlungen auch eine gemeinsame Statistik, die für alle Feuerwehren der österreichischen Reichshälfte galt, erhoben werden konnte, schienen im Bericht insgesamt 8.170 Freiwillige Feuerwehren mit insgesamt 353.564 Männern auf.
Im Jahr 1900 reiste eine Delegation des Ausschusses nach Paris zur Gründung des CTIF, wo Österreich zu den Gründungsmitgliedern gehört. Im Anschluss daran wurde der Feuerwehrausschuss in Österreichischer Feuerwehr-Reichsverband umbenannt.

### Die Zeit bis zum Zerfall des Reiches
Da immer mehr Kontakte mit den Reichsstellen, deren Sitz in Wien war, zu pflegen waren, wurde auch der Sitz des Feuerwehr-Reichsverbandes von Teplitz in die Reichshauptstadt verlegt. Außerdem sollten entstehende Unkosten in Zukunft nicht vom Obmann selbst getragen werden müssen, sondern vom Ausschuss ersetzt werden. Bisher wurden die Bürokosten von Czermack aus der Privatkassa bestritten. Außerdem wurden auch Forderungen nach einem eigenen Sekretär, wie es auch im ungarischen Verband gehandhabt wurde, laut.
1901 nahm der Feuerwehr-Reichsverband an der Internationalen Ausstellung für Feuerschutz und Rettungswesen teil. Schon hier stellt man das Freiwilligenwesen im Gegensatz zu bezahlten Feuerwehren im internationalen Vergleich dar. Bei dieser Veranstaltung treten aber bereits Nationalitätenkonflikte der Monarchie offen auf. So tragen die tschechischen Verbände anstatt des Abzeichens in Schwarz-Gelb die tschechischen Farben in Rot-Weiß.
Aus diesen Gründen wurde auch 1902 der Feuerwehrtag in Laibach abgesagt und stattdessen in Salzburg abgehalten. Bei diesem Feuerwehrtag trat Czermack zurück. Rudolf Rohrer aus Brünn, der bisher Redakteur der Österreichischen Verband-Feuerwehr-Zeitung war, wurde neuer Obmann, Karl Schneck aus St. Pölten und Johann Schauer aus Wels wurden Stellvertreter.
Wurden von der technischen Seite laufend Fortschritte verzeichnet, traten aber organisatorische Probleme durch die vermehrt auftretenden Nationalitätenprobleme auf – so erschienen die tschechischen Verbände nicht mehr zu den Sitzungen.
Weitere Feuerwehrtage wurden dann 1906 und 1911 nur mehr in Wien abgehalten. 1917 wurde im Krieg zwar auf die geänderte Situation im Tätigkeitsbereich Rücksicht genommen und der Name erweitert auf Österreichischer Reichsverband für Feuerwehr- und Rettungswesen, dennoch fand am 5. August 1917 die letzte Sitzung des Verbandes, dem noch alle Kronländer angehörten, statt.

## Ausbildung und Schulung
Zu Beginn der Feuerwehren mussten nicht nur die Organisation neu auf die Beine gestellt werden, sondern ebenfalls die Ausbildung, die aus Übungen und Schulungen bestand. Bei den Turnerfeuerwehren war in dieser Richtung nur die körperliche Fitness vorhanden. Auf dem Feuerlöschwesen waren alle Laien. Das Problem bestand aber darin, dass keine Führungsstrukturen mit Vorkenntnissen vorhanden waren.
Im Jahr 1854 hatte der Universitätsturnlehrer August Augustin, der 1849 von der Stadt Graz beauftragt wurde, eine Studie über das Feuerlöschwesen zu erstellen, Ausbildungsunterlagen mit einer großen Anzahl von Erfahrungen, die er in Europa gesammelt hatte, fertig. Ähnlich waren auch Aufzeichnungen Leitenbergers, der seine Broschüre für das Pompiers-Corps erstellt, hatte. Viele dieser Vorschläge waren von Magirus kopiert, die dieser in seinem Buch zur Ausbildung für die Feuerwehr Ulm verfasste. Anzunehmen ist auch, dass Franz Thurner in Mainz nicht nur Geräte, sondern auch Wissen aus dem vom dortigen Hauptmann Carl Josef Anton Weiser herausgegebenen Handbuch Die deutsche Feuerwehr nach Innsbruck brachte.
In Anlehnung an die deutschen Turner-Feuerwehren wurde deren Gliederung 1864 von Hanns Stingl und Ferdinand Jergitsch in Linz festgelegt. Danach gliederte sich die Feuerwehr in:
- Mannschaft zur Bedienung von Spritzen
- Steiger
- Einreisser
- Wasserzubringer
- Rettungs- und Schutzmannschaft

Der Kommandant hatte die Einteilung zu treffen und die Gesamtübungen zu leiten. Auf den Geräten wurden vorerst die Männer direkt von den Herstellern direkt eingeschult. So war Carl Metz 1864 persönlich in Klagenfurt, als die Feuerspritze ausgeliefert wurde und schulte die Männer der kurz vorher gegründeten Feuerwehr ein. Als Jergitsch den Vertrieb dieser Feuerspritzen übernahm, verband er dies auch direkt vor Ort mit dem Einexerzieren. Diese Schulungen führten schließlich zu einer Übungs- und Exerziervorschrift, die im Jahr 1872 erschien.
In Salzburg wurden die Ausbildungsvorschriften vom ersten Hauptmann von seiner Wanderzeit in Prag mitgebracht. Aber auch bei der Feuerwehr Laufen, die bereits früher gegründet wurde, erwarb man sich Kenntnisse. Der aus Württemberg stammende Lehrer Friedrich Rösch veröffentlichte im Jahr 1870 verschiedene Regeln und Vorschriften in Deutsch und Ungarisch und brachte so die Idee Feuerwehr nach Westungarn, so auch unter Carl Graf Batthyány nach Jormannsdorf.
Nicht nur die Organisation, sondern auch die Ausbildung führte dazu, dass sich immer mehr Feuerwehren zu Einheiten zusammenfanden, um die Ausbildung zu vereinheitlichen.
Neben den schon allgemeinen Ausbildungen, die alle Männer erfuhren, waren auch die ersten Sonderausbildungen notwendig. So zählte beispielsweise die Sanitätsausbildung dazu. Aber auch die Aufgabe des Hornisten war eine wichtige Aufgabe, da es noch keine andere Möglichkeit der Alarmierung gab. Diese Signale galt es zu vereinheitlichen.
Im Jahr 1896 wurde beschlossen, dass Freiwillige aus kleineren Feuerwehren öfter auch bei größeren Feuerwehren volontieren, also Dienst leisten sollen und damit eine praktische Ausbildung erhalten.
Erste Feuerwehrkurse gab es in Graz, wo im Jahre 1891 vom Landesobmannstellvertreter Josef Purgleitner Chargenkurse organisiert wurden. Diese gab es vorerst nur bis 1895, weil es Widerstand aus den örtlichen Freiwilligen Feuerwehren gegen die Gstudierten gab und die weiteren Lehrtätigkeiten boykottiert wurden. Der deutsche Feuerwehr-Landes-Centralverband für Böhmen hielt ebenfalls seinen Feuerlösch-Fachkurs im Jahr 1892 in Reichenberg ab, da diese Feuerwehr bereits eine große und gutausgebildete Mannschaft hatte und durch die Vielzahl der vorhandenen Geräte ein effektiver Anschauungsunterricht gewährleistet werden konnte. Zusätzlich befand sich an der k.k. Staatsgewerbeschule seit einigen Jahren ein Lehrkurs für Feuerlöschwesen. So konnten die Kurse, an dem 70 Teilnehmer ihre theoretische Ausbildung in der Gewerbeschule und Demonstrationen von der FF Reichenberg erhielten, von Reichenberger Lehrern abgehalten werden.

## Ausrüstung

Hölzerner Löschkübel aus dem Bregenzerwald um 1800

Während organisierte Einheiten erst geschaffen werden mussten, gab es schon technische Hilfsmittel, wie Handpumpen und Schläuche. Diese Hilfsmittel gab es allerdings nur in den Städten, wo auch schon damit gearbeitet werden konnte. Auf dem Land herrschte nach wie vor der Löscheimer, der mittels Eimerkette zum Brandherd transportiert wurde, vor.

Zeichnung von Leitenberger für eine Selbstbaupumpe

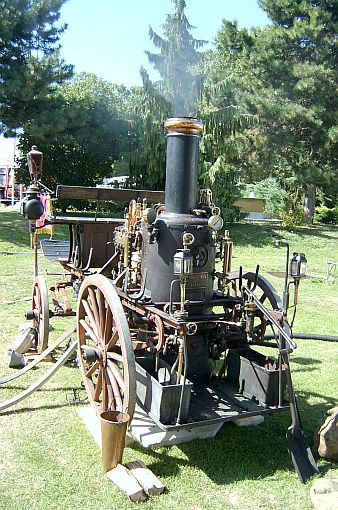
Dampfspritze vom 1910 der Feuerwehr Gainfarn

Mit der Gründung der Feuerwehren machte aber die technische Entwicklung plötzlich viel größere Fortschritte. Aber auch hier waren große Unterschiede zwischen Stadt und Land bemerkbar. In den Städten wurden bald fahrbare Pumpen und Hydrophore eingesetzt. Für die Landfeuerwehren hatte Leitenberger im Jahr 1854 auch eine Selbstbaupumpe entworfen und patentieren lassen.
Die höher werdenden Gebäude verlangten auch nach dementsprechenden Leitern, die später auch fahrbar erzeugt wurden.
Mit der Erfindung der Dampfmaschine bereits 1769 wurden erst langsam die Pumpen vom Handantrieb auch auf Dampfmaschinenantrieb weiterentwickelt. Der Dampfantrieb hatte allerdings den Nachteil, dass eine Vorlaufzeit einer Dampfmaschine, die durch das Anheizen entsteht, trotzdem durch Handantrieb ausgeglichen werden musste. Erst die Entwicklung der Benzin und Dieselmotoren brachte einen größeren Entwicklungsschub in die Fahrzeuge. Wurden vorerst nur die Pumpen durch die Dampfmaschinen angetrieben und die Fahrzeuge weiterhin meist mit Pferden gezogen, so konnte jetzt beides mit den neuen Motoren angetrieben werden.
Auch von der Herstellerseite, die vorerst aus deutschen Unternehmen besteht, wie Magirus oder Metz, die ihre Geräte nach Österreich liefern und auch die Mannschaft schulen, kommt die Entwicklung bei österreichischen Unternehmen in Schwung. So waren in der zweiten Hälfte des 19. Jahrhunderts die Firmen Czermack in Teplice, Wm. Knaust und Kernreuter in Wien, Gugg in Braunau und Rosenbauer in Linz die Marktbeherrschenden Unternehmen in der Monarchie. Bei den fahrbaren Leitern, die eine Höhe von etwa 12 bis 22 Meter erreichten, waren aber die Erzeuger auch später aus Deutschland, unter ihnen Justus Christian Braun aus Nürnberg, Lottholz & Hübsch, Magirus in Ulm, Metz in Karlsruhe, die Nürnberger Balance-Drehleiter und nur Rosenbauer als einheimisches Unternehmen.

## Museen
Trotzdem in den Jahrzehnten nach dem Zweiten Weltkrieg viele Geräte und Ausrüstungsgegenstände aus dieser Zeit zum Teil weggeworfen wurden und zum anderen durch Sammler nicht mehr im Besitz der Feuerwehren sind, haben sich bei einigen Feuerwehren doch Ausstellungsstücke erhalten. Da das Interesse in den letzten Jahren an alten Beständen wieder gestiegen ist, haben zahlreiche Feuerwehren auch ein kleines Museum eingerichtet. Auch das CTIF unterhält eine eigene Zertifizierungsstelle. Bisher wurde im dargestellten Bereich nur in Tschechien das „Feuerwehrbewegungszentrum des Feuerwehr-Verbandes von Böhmen, Mähren und Schlesien“ in Přibyslav anerkannt. Das Steirische Feuerwehrmuseum ist im Zertifizierungsstadium.